# Valerie Davies
Elizabeth Valerie Davies, nach Heirat Latham (* 29. Juni 1912 in Cardiff, Wales; † 2. August 2001 in Newport, Wales), war eine britische Schwimmerin, die zwei olympische Bronzemedaillen gewann. Bei Europameisterschaften erhielt sie eine Gold- und eine Silbermedaille.

## Karriere
1927 fanden nach 1926 die zweiten Europameisterschaften statt. Bei den Schwimmeuropameisterschaften 1927 in Bologna standen erstmals auch Wettbewerbe für Frauen auf dem Programm. Die britische 4-mal-100-Meter-Freistilstaffel mit Marion Laverty, Valerie Davies, Ellen King und Margaret Cooper gewann den Titel vor den Niederländerinnen und den Deutschen.
Nachdem Davies 1928 nicht für die Olympischen Spiele in Amsterdam nominiert worden war, musste sie drei Jahre auf ihre nächste internationale Meisterschaftsteilnahme warten. 1930 wurden im kanadischen Hamilton erstmals die British Empire Games ausgetragen, die Vorläuferveranstaltung der Commonwealth Games. Bei den British Empire Games 1930 siegte über 100 Yards Freistil Margaret Cooper für England vor der für Schottland antretenden Ellen King und der für Wales startenden Valerie Davies. Über 400 Meter siegte Cooper vor Davies und der Schottin Sarah Stewart. Ihren dritten Einzeltitel gewann Cooper über 100 Yards Rückenschwimmen vor Valerie Davies und der Engländerin Phyllis Harding. Die drei Medaillen von Valerie Davies, dem walisischen Ein-Personen-Schwimmteam, waren die einzigen Medaillen für Wales bei diesen British Empire Games.
Bei den Schwimmeuropameisterschaften 1931 in Paris siegten in der Freistilstaffel die Niederländerinnen vor der britischen Staffel mit Valerie Davies, Phyllis Harding, Jean McDowell und  Margaret Cooper. 1932 bei den Olympischen Spielen in Los Angeles schied Valerie Davies über 100 Meter Freistil im Vorlauf aus. Über 100 Meter Rücken erreichten mit Davies, Harding und Cooper drei Britinnen das Finale. Eleanor Holm aus den Vereinigten Staaten siegte im Endlauf mit fast zwei Sekunden Vorsprung vor der Australierin Bonnie Mealing. Dahinter schlug Davies als Dritte mit 0,1 Sekunden Vorsprung vor Harding an. In der Freistilstaffel siegten die Schwimmerinnen aus den Vereinigten Staaten vor den Niederländerinnen, dahinter gewann die britische Staffel mit Valerie Davies, Helen Varcoe, Edna Hughes und Margaret Cooper die Bronzemedaille. Zwei Jahre später bei den British Empire Games 1934 in London gewann Davies ihre letzte internationale Medaille. Über 100 Meter Rücken siegte Phyllis Harding für England vor Margot Hamilton für Schottland und Valerie Davies.
Die 1,66 Meter große Valerie Davies startete für den Roath Park Swimming Club in Cardiff.